# Zhang Cuiping
Dans ce nom chinois, le nom de famille, Zhang, précède le nom personnel.
Pour les articles homonymes, voir Zhang.
Zhang Cuiping (en chinois : 张翠平 ; pinyin : Zhāng Cuìpíng), est née le 23 septembre 1987 à Handan, dans la province du Hebei (en chinois : 河北 ; pinyin : Héběi ; litt. « au nord du fleuve Jaune »), située à l'est de la Chine . C'est une tireuse sportive handisport chinoise concourant en SH1. Elle est triple championne paralympique de tir (2012, 2020), quatre fois médaillée d'argent (2008, 2016, 2020) et deux fois médaillée de bronze (2008, 2012).

## Biographie
À l'âge de trois ans, elle contracte la poliomyélite qui lui fait perdre l'usage de ses jambes. Zhang Cuiping commence le tir en 2003 et entre dans l'équipe nationale en 2006.

## Carrière
Après avoir remporté trois médailles (deux d'argent et une de bronze) aux Jeux paralympiques d'été de 2008, Zhang est sacrée championne paralympique en tir à la carabine à 10 m debout SH1 avec 500.9 points lors des Jeux de 2012, battant le record du monde établit dix ans auparavant par la Sud-Coréenne Kim Im-yeon. Elle est également médaillée d'or au tir à la carabine à 50 m 3 positions SH1.
Aux Jeux paralympiques d'été de 2020, elle remporte l'or sur le tir à la carabine à 50 m 3 positions SH1 avec un nouveau record du monde de 457.9 points. Quelques jours auparavant, elle a raflé l'argent sur le tir à la carabine à 10 m debout SH1.

## Palmarès
En 2014, Zhang Cuiping a été citée modèle national pour l'Amélioration de soi" par le gouvernement provincial du Hebei, de la République populaire de Chine. (hdzc.net, 18 juin 2014). Elle est un exemple parmi les meilleures tireuses et les plus aguerries du Handisport. Elle est une réalité pour les personnes handicapées, toujours précise dans son geste et la maitrise de ses tirs. Zhang n'a pas l'intention d'abandonner le sport qu'elle aime, aussi a-t-elle affirmé sur les médias:  « "Je n'ai aucune idée d'arrêter de tourner car j'aime ça. Tant que ma performance continue bien, je continuerai à tirer." »

### Jeux paralympiques
- médaille d'or en tir à la carabine à 10 m debout SH1 aux Jeux paralympiques d'été de 2012 à Londres
- médaille d'or en tir à la carabine à 50 m 3 positions SH1 aux Jeux paralympiques d'été de 2012 à Londres
- médaille d'or en tir à la carabine à 50 m 3 positions SH1 aux Jeux paralympiques d'été de 2020 à Tokyo
- médaille d'argent en tir à la carabine à 10 m couché SH1 aux Jeux paralympiques d'été de 2008 à Pékin
- médaille d'argent en tir à la carabine à 50 m couché SH1 aux Jeux paralympiques d'été de 2008 à Pékin
- médaille d'argent en tir à la carabine à 10 m debout SH1 aux Jeux paralympiques d'été de 2016 à Rio de Janeiro
- médaille d'argent en tir à la carabine à 10 m debout SH1 aux Jeux paralympiques d'été de 2020 à Tokyo
- médaille de bronze en tir à la carabine à 50 m 3 positions SH1 aux Jeux paralympiques d'été de 2008 à Pékin
- médaille de bronze en tir à la carabine à 10 m couché SH1 aux Jeux paralympiques d'été de 2012 à Londres
- médaille de bronze en tir à la carabine à 50 m 3 positions SH1 aux Jeux paralympiques d'été de 2024 à Paris

### Championnats du monde
- médaille d'or en tir à la carabine à 50 m 3 positions SH1 aux Championnats du monde 2014
- médaille d'argent en tir à la carabine à 10 m debout SH1 aux Championnats du monde 2010
- médaille de bronze en tir à la carabine à 50 m 3 positions SH1 aux Championnats du monde 2010
- médaille de bronze en tir à la carabine à 50 m 3 positions SH1 aux Championnats du monde 2018
- médaille de bronze en tir à la carabine à 10 m debout par équipes SH1 aux Championnats du monde 2019
- médaille de bronze en tir à la carabine à 10 m debout SH1 aux Championnats du monde 2010

### Jeux asiatiques
- médaille d'or en tir à la carabine à 50 m 3 positions SH1 aux Jeux para-asiatiques de 2014 à Incheon
- médaille d'or en tir à la carabine à 50 m 3 positions SH1 aux Jeux para-asiatiques de 2018 à Jakarta
- médaille d'argent en tir à la carabine à 10 m couché par équipes SH1 aux Jeux para-asiatiques de 2014 à Incheon
- médaille d'argent en tir à la carabine à 50 m couché SH1 aux Jeux para-asiatiques de 2018 à Jakarta
- médaille de bronze en tir à la carabine à 10m debout SH1 aux Jeux para-asiatiques de 2014 à Incheon
- médaille de bronze en tir à la carabine à 10m couché SH1 aux Jeux para-asiatiques de 2014 à Incheon
- médaille de bronze en tir à la carabine à 10m debout SH1 aux Jeux para-asiatiques de 2018 à Jakarta